# 31991 Royghosh
31991 Royghosh este un asteroid din centura principală de asteroizi.

## Descriere
31991 Royghosh este un asteroid din centura principală de asteroizi. A fost descoperit pe 27 aprilie 2000 la Socorro, New Mexico, în cadrul proiectului LINEAR. Asteroidul prezintă o orbită caracterizată de o semiaxă mare de 2,37 ua, o excentricitate de 0,12 și o înclinație de 7,1° în raport cu ecliptica.